# تجسد

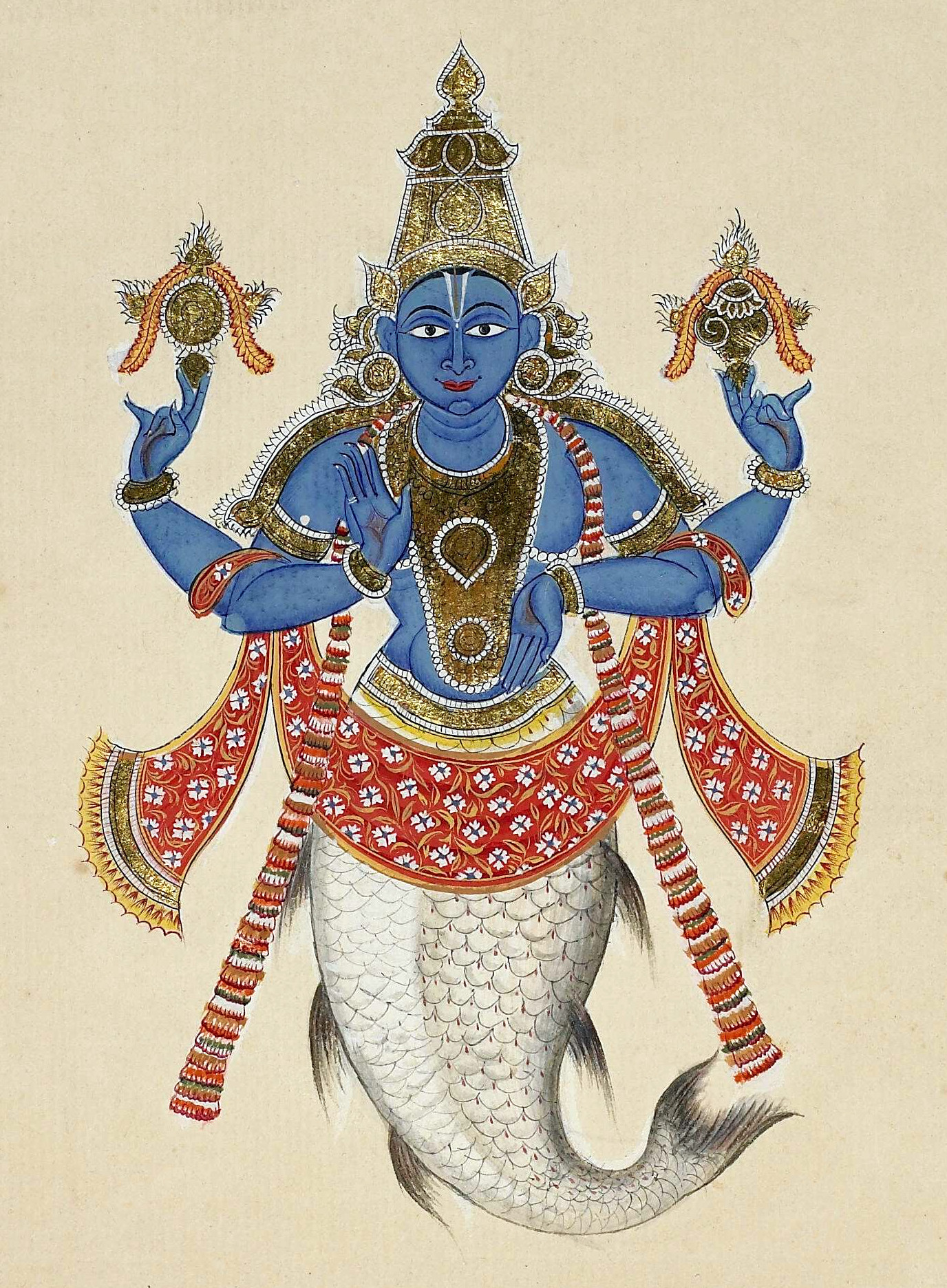

التجسد يعني حرفيًا التضمين في الجسد أو اتخاذ الجسد. إنه تصور وتجسيد إله أو روح في شكل أرضي أو شكل مجسم للإله. يُستخدم للإشارة إلى إله أو معبود أو كائن إلهي في شكل بشري أو حيواني على الأرض. يشير الاسم الصحيح، التجسد، إلى اتحاد الألوهية بالإنسانية في يسوع المسيح.

## ديانات ابراهيمية

### المسيحية
تجسد المسيح هو العقيدة المسيحية المركزية التي تقول بأن الله صار جسدًا، واتخذ الطبيعة البشرية، وأصبح إنسانًا في هيئة يسوع، ابن الله والشخص الثاني في الثالوث. ويؤكد هذا الموقف المسيحي الأساسي أن الطبيعة الإلهية لابن الله كانت متحدة تمامًا بالطبيعة البشرية في شخص إلهي واحد، يسوع، مما يجعله إلهًا حقيقيًا وإنسانًا حقيقيًا. المصطلح اللاهوتي لهذا هو الاتحاد الأقنومي: فالشخص الثاني في الثالوث، الله الابن، أصبح جسدًا عندما حُبل به بأعجوبة في بطن العذراء مريم. تشمل المقاطع الكتابية التي يُشار إليها تقليديًا فيما يتعلق بعقيدة التجسد يوحنا 3: 1-21، وكولوسي 2: 9، وفيلبي 2: 7-8.

### العقيدة الدرزية
يعتبر حمزة بن علي بن أحمد مؤسس العقيدة الدرزية والمؤلف الرئيسي للمخطوطات الدرزية، وقد أعلن أن الله أصبح إنسانًا واتخذ شكل إنسان، الحاكم بأمر الله. الحاكم بأمر الله هو شخصية مهمة في العقيدة الدرزية، إذ أعلن مؤسسها المسمى باسمه الدرزي أنه تجسد الله في عام 1018.
يصف المؤرخ ديفيد آر. أو. براير الدروز بأنهم غلاة الإسماعيلية، لأنهم بالغوا في عبادة الخليفة الحاكم بأمر الله واعتبروه إلهًا؛ كما يصف الدروز بأنهم ديانة انحرفت عن الإسلام. وأضاف أن العقيدة الدرزية نتيجة لهذا الانحراف «تبدو مختلفة عن الإسلام كما يختلف الإسلام عن المسيحية أو تختلف المسيحية عن اليهودية».
يعتقد بعض العلماء أن العناصر المسيحية راسخة بعمق في المعتقدات الدرزية، وقُدمت من خلال التقاليد الإسماعيلية. هذا واضح في العقيدة الدرزية، التي تقدس الحاكم بأمر الله. نص البدء، «ميثاق ولي الزمان»، الذي يبدأ «أنا أعتمد على مولانا الحكيم الإله الوحيد، الفرد، الأبدي، ... طاعة مولانا الحكيم العظيم، تعالى الله عنه وأن الطاعة عبادة وأنه ليس له أي شركاء أبدًا، حاضرًا أو آتيًا»، يشبه إلى حد كبير المعتقدات المسيحية حول ألوهية المسيح. ينظر الدروز أيضًا إلى شخصيات مثل المسيح والحاكم بأمر الله وحمزة بن علي على أنهم المسيح أو المهدي. يعتقدون أن الحاكم سيعود في آخر الزمان ليحكم العالم ويقيم مملكته، بينما يعتبر حمزة بن علي تجسيدًا للمسيح، العقل الكوني، المرتبط ارتباطًا وثيقًا بالحاكم.

### الإسلام
يرفض الإسلام تمامًا عقيدة تجسد الله (مجسم/تجسيم) بأي شكل من الأشكال، ويُعرَّف هذا المفهوم بأنه شرك. في الإسلام، الله واحد و «لم يلد ولم يولد».

### اليهودية
وفقًا للعديد من العلماء المعاصرين، كانت النظرة التوراتية والتلمودية لله مجسمة. يمكن أن يظهر الله أحيانًا في شكل جسدي. يحتوي التلمود البابلي على قصص عن ظهورات أرضية لله وإيليا والشيطان وديمون.
منذ زمن موسى بن ميمون، رفض التيار السائد في اليهودية أي احتمال لتجسد الله في أي شكل.
مع ذلك، يؤمن بعض الحاسيديم المعاصرين بمفهوم مماثل إلى حد ما. قال مناحيم مندل شنيرسون، أحد القادة الحاسيديم البارزين، إن الحاخام هو جوهر الله نفسه الذي وُضِع في جسد الصديق (تساديك).

### الرستفارية
يشير الراستافاريون إلى الله باسم جاه، وهو اسم مختصر للإله يستخدم في الترجمات الإنجليزية للكتاب المقدس. يؤكد الراستافاريون على محايثة جاه، الذي يسكن جزئيًا داخل كل شخص، بطريقة مماثلة لمفهوم براهمان الهندوسي. غالبًا ما تنعكس وحدة الألوهية والإنسانية في مقولة «أنا وأنا»، والمقولة المأثورة «الله إنسان والإنسان هو الله». تُعتبر ممارسات الراستافاريين المعروفة باسم الحياة، المتأثرة بنذر الناصرية، وسيلة لاحتضان هذه الألوهية الداخلية.
يعتبر الراستا تقليديًا هيلا سيلاسي الأول، إمبراطور إثيوبيا منذ عام 1930 وحتى عام 1974، المجيء الثاني ليسوع أو تجسد جاه، ويشار إليه أحيانًا باسم «الإله الحي». بالنسبة للآخرين، هو إنسان يجسد تعاليم المسيح، أو نبي بشري مميز يرمز إلى الألوهية داخل البشرية. زعم ليونارد باريت أن العديد من الراستا يؤمنون بنوع من التناسخ، يُنظر إلى موسى وإيليا ويسوع ثم هيلا سيلاسي على انهم تجسيدات لجاه. زعم آر. ماثيو شاريت أن المسيح هو لقب للراستا مثلما هو بوذا بالنسبة للبوذيين، وأن الارتباط الإلهي بالمسيح ليس حكرًا على يسوع وحده، بل يمكن لأي إنسان تحقيقه من خلال اكتشاف «وعي المسيح» داخل كل فرد.

## البهائية
في العقيدة البهائية، لا يُنظر إلى الله على أنه متجسد في هذا العالم ولا يُنظر إليه على أنه جزء من الخلق لأنه لا يمكن تقسيمه ولا ينحدر إلى حالة مخلوقاته. لا يُنظر إلى مظاهر الظهور الإلهي على أنها تجسيدات لله، بل يُنظر إليهم على أنهم مرايا كاملة تعكس صفات الله إلى العالم المادي.

## البوذية
البوذية هي ديانة لا تؤمن بوجود إله خالق، وترفض مفهوم تجسّد إله خالق في العالم. ومع ذلك، تُعلِّم البوذية عقيدة التناسخ، حيث يُعتقد أن الكائنات الحية تُبعث من جديد بشكل متكرر، فتتجسّد في أشكال مختلفة، مثل: الآلهة، وأنصاف الآلهة، والبشر، والحيوانات، والأرواح الجائعة، وتلكائنات المعذَّبة في الجحيم، في دورة سامسارا التي تتوقف فقط عند أولئك الذين يصلون إلى النيرفانا (نيبانا).
في البوذية التبتية، يُعتقد أن المعلم الروحي المستنير (اللاما) يتجسد مرة أخرى، ويُطلق عليه اسم تولكو. ووفقًا لتولكو ثوند، هناك ثلاثة أنواع رئيسية من التولكو. هي تجسيدات بوذا، ومظاهر المريدين المتميزين للغاية، وإعادة ميلاد المعلمين الفاضلين للغاية أو الأصدقاء الروحيين. وهناك أيضًا أنواع ثانوية أصيلة، والتي تشمل التولكو غير المعترف بها، والتولكو المباركة، والتولكو الساقطة من الطريق.

## الهندوسية
في الهندوسية، يشير التجسد إلى عقيدة إعادة الميلاد، وفي تقاليدها التوحيدية إلى أفاتار. أفاتار تعني حرفيًا «النزول، الهبوط، الظهور»، وتشير إلى تجسيد جوهر كائن خارق للطبيعة أو إله في شكل آخر. تعني الكلمة أيضًا «التغلب على شيء ما، والإزالة، والإسقاط، وعبوره». في التقاليد الهندوسية، «العبور أو النزول» هو رمز، كما يقول دانييل باسوك، للنزول الإلهي من «الخلود إلى العالم الزمني، من غير المشروط إلى المشروط، من اللانهاية إلى المحدود». يقول جاستين إدواردز أبوت، إن الأفاتار هو تجسيد ساجونا (بشكل وسمات) للبراهمان أو أتمان (الروح).
لا يذكر الفيدا ولا الأوبانيشاد الرئيسية كلمة أفاتار كاسم. تظهر جذور الفعل والصيغة مثل «أفاتارانا» في النصوص الهندوسية القديمة بعد الفيدية، حيث يُستخدم الفعل للإشارة إلى «فعل النزول»، ولكن ليس كإشارة إلى شخص متجسّد (أفاتار). يقول بول هاكر إن الفعل أفاتارانا المرتبط به يستخدم بمعنى مزدوج، أحدهما باعتباره فعل النزول الإلهي، والآخر باعتباره «إلقاء عبء الإنسان» الذي يعاني من قوى الشر.
يُستخدم المصطلح غالبًا في سياق الإله الهندوسي فيشنو. يستخدم أقدم ذكر لفيشنو الذي تجلى في شكل بشري لتمكين الخير ومحاربة الشر، مصطلحات أخرى مثل كلمة سامبهافامي في الآية 4.6 وكلمة تانو في الآية 9.11 من بهاجافاد غيتا، بالإضافة إلى كلمات أخرى مثل أكريتي وروبا في أماكن أخرى. في نصوص العصور الوسطى، تلك التي ألفوها بعد القرن السادس الميلادي، تظهر النسخة الاسمية من أفاتار، والتي تعني تجسيد الإله. انتشرت فكرة التجسد بعد ذلك، في القصص البورانية للعديد من الآلهة، ومع أفكار مثل أنشا-أفاتار أو التجسيدات الجزئية.
في حين أن تجسيدات الآلهة الأخرى مثل غانيشا وشيفا مذكورة أيضًا في النصوص الهندوسية في العصور الوسطى، فإن هذا أمر ثانوي وعرضي. إن عقيدة التجسد هي أحد الاختلافات المهمة بين تقاليد الفايشنافية والشيفية في الهندوسية.